# スグレ＝アン＝アンジュー・ブルー
スグレ＝アン＝アンジュー・ブルー （Segré-en-Anjou Bleu）は、フランス、ペイ・ド・ラ・ロワール地域圏、メーヌ＝エ＝ロワール県のコミューン。

## 地理
県北西部に位置し、アルモリカ山塊の東側にある。北からは、マイエンヌ県内に水源を発するウドン川が流れ、東側へ斜めに向かっていく。ウドン川はロワール＝アトランティック県に水源を発するヴェルゼ川とスグレ＝アン＝アンジュー・ブルーにおいて合流する。

## 由来
アンジュー・ブルーという表現は、アンジュー北西部のこの地域にスレート石（青みがかっている）の採石場があったことを指している。1985年まで、権限委任コミューンの一つノワイヤン・ラ・グラヴォワイエールで採石されていた。
コミューン名のつづりは、コミューンの評議員たちが選んでおり、知事によって署名された法令の中での復活は、当時の公式地理コードにおける、国立地理研究所が定めたフランスにおける領土の地名法に準拠していない。正しい地名法に従えば、アンジューとブルーの間にハイフンの入ったSegré-en-Anjou-Bleuとなる。

## 歴史
2016年9月30日発令の県令により、2016年12月15日にコミューン・ヌーヴェルとして誕生した。アヴィレ、ル・ブール・ディレ、ラ・シャペル・シュル・ウドン、ラ・フェリエ―ル・ド・フレ、ルヴェーヌ、マラン、モンギュイヨン、シャトレ、ノワイヤン・ラ・グラヴォワイエール、ニヨワゾー、サント＝ジャンム＝ダンディニェ、サン・マルタン・デュ・ボワ、サン・ソヴール・ド・フレ、そしてスグレが合併して再編された。かつてのコミューンは権限委任コミューンとなり、行政の中心はスグレに置かれる。

## 参照
1. ↑  
"Segré-en-Anjou-bleu. Gilles Grimaud élu maire de la commune nouvelle". le site du quotidien fr:Ouest France. 15 December 2016. 2017年10月29日閲覧。.
2. ↑  "Arrêté préfectoral: Commune Nouvelle Segré-en-Anjou Bleu" (PDF). www.maine-et-loire.gouv.fr. 28 September 2016. {{cite web}}: Cite webテンプレートでは|access-date=引数が必須です。 (説明)
3. ↑  "Charte de Toponymie du Territoire Français" (PDF). www.ign.fr. February 2003. {{cite web}}: Cite webテンプレートでは|access-date=引数が必須です。 (説明)
4. ↑  Arrêté no DRCL-BCL-2016-126 en date du 30 septembre 2016 in Recueil spécial des actes administratifs de la préfecture de Maine-et-Loire, no 67 (lire en ligne).